# 连杆

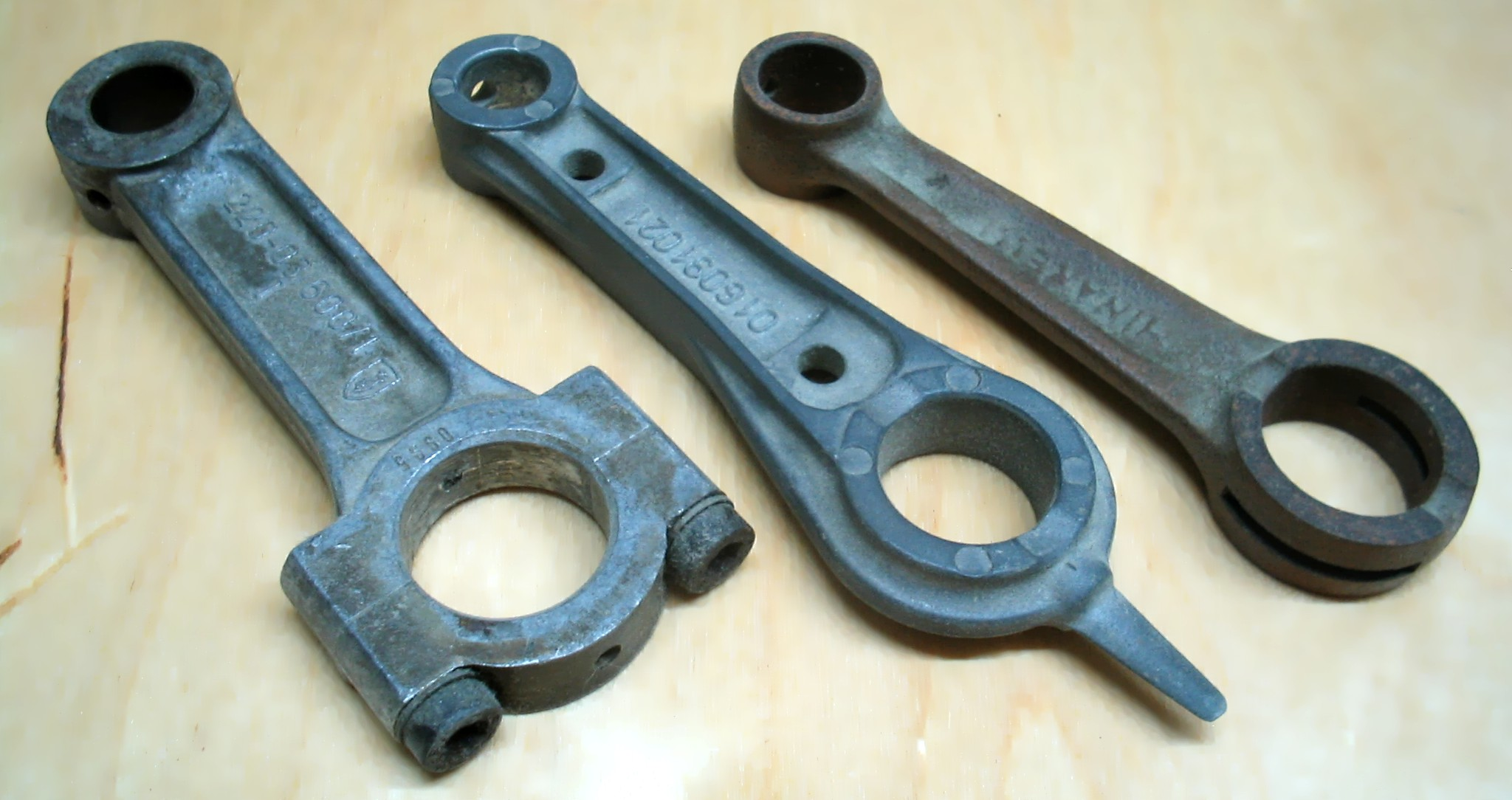
铝质和钢质连杆

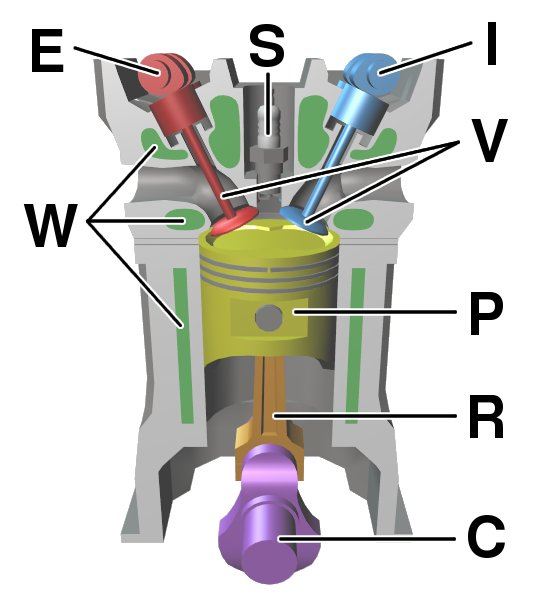
四冲程活塞发动机组件：
C: 曲轴, E: 排气门凸轮轴, I: 供气门凸轮轴, P: 活塞, R: 连杆, S: 火花塞, V: 气门 W: 冷却水

连杆，也称活塞杆，连接活塞和曲轴，是发动机的重要部件。
连杆小头与活塞销相连，大头与曲轴的曲柄销相连，将活塞承受的力传给曲轴，并使活塞的往复运动转变为曲轴的旋转运动。
连杆受到压缩、拉伸、弯曲和冲击交变载荷。连杆一般用中碳钢（45#）、合金钢（40Cr）或调质钢（40MnB、40MnVB）经模锻或辊锻而成，然后经过机械加工和热处理。杆身通常做成“工”字形断面，以求在强度和刚度足够的前提下减小质量。为提高疲劳强度，常进行表面喷丸处理。